# Jonathan Carballo
Carballo  Ramírez est un nom espagnol. Le premier nom de famille, en général paternel, est Carballo ; le second, en général maternel, souvent omis, est Ramírez.
Jonathan Carballo Ramírez, né le 19 décembre 1982, est un coureur cycliste costaricien.

## Biographie
Au cours de sa carrière, Jonathan Carballo se classe notamment troisième du championnat du Costa Rica sur route en 2012. Il réalise aussi de bonnes performances sur le Tour du Costa Rica. En 2005, il remporte une étape de cette course. Il termine par ailleurs dixième de l'édition 2008, ou encore neuvième de l'édition 2015. Également actif en VTT, il a obtenu diverses médailles dans cette discipline aux championnats nationaux. En 2014, il finit deuxième du championnat panaméricain de cross-country marathon. 
Dans les années 2020, il continue de participer à des compétitions cyclistes, tout en exerçant le métier de poissonnier. En juin 2025, il parvient à prendre la septième place du championnat du Costa Rica sur route, à plus de 42 ans. 

## Palmarès sur route

### Par année
- 2005
  - 2e étape du Tour du Costa Rica
- 2008
  - 2e et 4e étapes de la Vuelta a San Carlos
  - 3e de la Clásica Poás
- 2012
  - 3e du championnat du Costa Rica sur route
- 2013
  - 4e étape de la Vuelta a Chiriquí (contre-la-montre par équipes)
- 2014
  - 3e de la Clásica Santaneña

### Classements mondiaux
| Année            | 2006 | 2007 | 2008 | 2009 | 2010 | 2011 | 2012 | 2013 | 2014 | 2015 |
| ---------------- | ---- | ---- | ---- | ---- | ---- | ---- | ---- | ---- | ---- | ---- |
| UCI America Tour | 184e |      |      | 429e |      |      | 155e |      |      | 348e |

## Palmarès en VTT
- 2007
  - Clásica Palmarín[7]
- 2008
  - 2e du championnat du Costa Rica de cross-country
- 2009
  - 2e du championnat du Costa Rica de cross-country
- 2012
  - 2e du championnat du Costa Rica de cross-country
- 2013
  - 3e du championnat du Costa Rica de cross-country
- 2014
  -  Médaillé d'argent du championnat panaméricain de cross-country marathon